# Confession (2012)
Confession (Originaltitel: Confession d’un enfant du siècle) ist ein französisches Drama von Regisseurin Sylvie Verheyde aus dem Jahr 2012. Der Film basiert auf dem autobiographischen Roman Bekenntnis eines jungen Zeitgenossen von Alfred de Musset, in dem er das Bild einer Jugend im Frankreich der Restaurationszeit entwirft.

## Handlung
Der 21-jährige Dandy Octave wird von seiner Verlobten und großen Liebe Elise verlassen. Daraufhin glaubt er nicht mehr an die Liebe, sondern gibt sich, auch durch die Aufforderung eines Freundes Desgenais verstärkt, hedonistisch den Pariser Ausschweifungen seiner Zeit hin, lebt sexuell freizügig, nimmt Drogen.
Schließlich erfährt er jedoch vom Tod seines Vaters und geht aufs Land, um dessen Grab zu besuchen; dort trifft er Brigitte, eine reifere Witwe. Er verliebt sich in sie und ändert in einem schmerzhaften Prozess seine Ansichten zur Liebe, aufgrund der immer wiederkehrenden Gefühlsschwankungen Octaves scheitert die Beziehung jedoch am Ende dennoch und endet, wo sie begonnen hatte, am Grab von Octaves Vater.

## Hintergrund
Der Film ist eng an der literarischen Vorlage orientiert, in welcher de Musset seine Beziehung zur ebenfalls als Schriftstellerin tätigen George Sand verarbeitete; dabei wurden Dialoge des französischen Romans ins Englische übersetzt und durch die Drehbuchautorin eingearbeitet.
Das Drama lief in der Sektion Un certain regard der Internationalen Filmfestspiele von Cannes 2012 und wurde am 29. August 2012 veröffentlicht. Kinostart in Deutschland war der 20. Juni 2013.

## Kritiken
Der Filmdienst kritisierte die Besetzung von Peter Doherty, mit der „die Inszenierung eine Brücke zwischen Historienfilm und Gegenwartsporträt schaffen“ wolle, was jedoch „nur punktuell gelingt“. Der Film lasse sich von der „larmoyanten Stimmung des Protagonisten allzu sehr anstecken“.